# Mont Ventoux Dénivelé Challenge
De Mont Ventoux Dénivelé Challenge is een jaarlijke wielerwedstrijd die wordt gehouden in Frankrijk en vindt plaats in juni. De wedstrijd vindt plaats in het departement Vaucluse. De renners beklimmen tevens de Mont Ventoux. De wedstrijd kent zowel een mannen- als een vrouweneditie.
In 2020 kreeg de race eenmalig CIC toegevoegd aan de naam. Dit was in verband met sponsorredenen.

## Mannen
De eerste editie bij de mannen vond plaats in 2019. De wedstrijd is gemiddeld zo'n 170 kilometer lang en kent ruim 4000 hoogtemeters. De wedstrijd was onderdeel van de UCI Europe Tour en in 2023 werd hij opgenomen op de kalender van de UCI ProSeries.

### Overwinningen per land
| Overwinningen | Land                                           |
| ------------- | ---------------------------------------------- |
| 1             | Colombia, Frankrijk, Portugal, Rusland, Spanje |

## Vrouwen
Bij de vrouwen vond in 2022 de eerste editie plaats van deze wedstrijd. De Italiaanse Marta Cavalli won deze editie. De editie van 2023 is echter vroegtijdig afgelast.

### Overwinningen per land
| Overwinningen | Land   |
| ------------- | ------ |
| 1             | Italië |